# Huecco
Iván Sevillano Pérez, mais conhecido como Huecco (Plasencia, 1974) é um cantor espanhol. 

## Biografia
Cresceu em Madrid (Aluche) e Leganés, foi um dos membros da banda de rock Sugarless antes de se tornar uma celebridade graças ao seu único Pa' mi guerrera em 2006.

## Discografia
- Asegúramelo (Mans Records, 1998)
- Más Gas (Zero Records, 2002)
- Vértigo (Zero Records, 2003)
- Huecco, 2006
- Assalto, 2008
- Dame vida, 2011[2]